# Kanton Vertou
Kanton Vertou (fr. Canton de Vertou) je francouzský kanton v departementu Loire-Atlantique v regionu Pays de la Loire. Tvoří ho dvě obce.

## Obce kantonu
- Les Sorinières
- Vertou